# Aéroport de Sienne
L'aéroport de Sienne (code IATA : SAY • code OACI : LIQS) était un petit aéroport militaire situé au sud-ouest de Sienne en Toscane (Italie).
Pendant la Seconde Guerre mondiale, il était connu sous le nom d'aéroport Malignano. Il a été utilisé par l'US Air Force pendant la campagne d'Italie.
Son activité a été arrêtée en 2016. Un projet d'aéroport international sur le site a rencontré une forte opposition, et un comité local a été créé pour tenter d'empêcher cette implantation.
L'aéroport dispose d'une piste 18/36 d'une longueur de 1 396 m sur 30 m de large, à une altitude de 193 m.
Il est essentiellement utilisé pour des vols à vocation humanitaire.